# Omar el-Hariri
 (mai 2011).
Si vous disposez d'ouvrages ou d'articles de référence ou si vous connaissez des sites web de qualité traitant du thème abordé ici, merci de compléter l'article en donnant les références utiles à sa vérifiabilité et en les liant à la section « Notes et références ».
Omar Mokhtar El-Hariri (vers 1944 - 2 novembre 2015) est une figure de proue du Conseil national de transition de la Libye et a été désigné comme ministre des Affaires militaires. Il a le contrôle de l'armée des insurgés et de leur force aérienne.

## Biographie
Omar El-Hariri a été impliqué dans le coup d'État initial de 1969 contre la monarchie qui a permis à Kadhafi de régner plus de 42 ans sur la Libye. Il a organisé un complot visant à renverser Kadhafi en 1975. Lorsque le complot a été découvert, 300 hommes ont été arrêtés et quatre d'entre eux sont morts au cours des interrogatoires. Vingt-et-un autres ont été condamnés à mort, dont El-Hariri. Il a été emprisonné pendant 15 ans de 1975 à 1990 en vertu de cette condamnation à mort, et a séjourné quatre ans et demi en isolement cellulaire. Kadhafi a commué la sentence en 1990 et El-Hariri a ensuite été placé en résidence surveillée jusqu'à la révolte de 2011.
Dans une interview avec The Globe and Mail, Omar El-Hariri a déclaré : « Ils vont élire un nouveau président et il servira pour un temps limité. Il pourrait être retiré s'il ne sert pas le peuple. Et, bien sûr, nous aurons besoin d'un parlement, et un système multipartite »[réf. nécessaire].
Omar El-Hariri est décédé dans un accident de la route le 2 novembre 2015, sur la route entre Al Bayda et Al Qubbah.